# Збогом мала
Збогом мала је трећи студијски албум југословенског фолк певача Нина Решића, издат 1993. године за ЗАМ. Албум је рађен у продукцији Перице Здравковића, а на албуму је радио и Жељко Митровић. Пратеће вокале на албуму певала је Драгана Мирковић. Песма Усне вреле као жар била је велики хит.

## Списак песама
| №   | Назив                 | Текст                  | Музика            | Трајање |  |
| 1.  | Збогом мала           | Зоран Матић (музичар)  | Зоран Матић       |         |  |
| 2.  | Усне вреле као жар    | Драган Брајовић Браја  | Костас Бигалис    |         |  |
| 3.  | Не брини се           | Стева Симеуновић       | Стева Симеуновић  |         |  |
| 4.  | Смеј се               | Снежана Вукићевић Жана | Перица Здравковић |         |  |
| 5.  | Не волиш ме више ти   | Стева Симеуновић       | Стева Симеуновић  |         |  |
| 6.  | Да ли верујеш         | Жана                   | Перица Здравковић |         |  |
| 7.  | Ватра и вино          | Жана                   | Перица Здравковић |         |  |
| 8.  | Лажи, лажи            | Жана                   | Перица Здравковић |         |  |
| 9.  | Дај ми твоје црне очи | Жана                   | Перица Здравковић |         |  |
| 10. | Од када те нема       | Жана                   | Перица Здравковић |         |  |